# Xarxa de Teatres Públics de Catalunya
Xarxa de Teatres Públics de Catalunya, a vegades abreviat com la Xarxa, és un consorci per promoure i facilitar als ajuntaments la contractació i circulació d’espectacles teatrals als municipis d’arreu de Catalunya, amb la implicació de la Generalitat i les diputacions.

## Història
El problema de la contractació municipal d’espectacles teatrals comença a aparèixer els anys 1983 i 1984, un cop consolidats els serveis de gestió cultural dels ajuntaments. La Xarxa de Teatres Públics de Catalunya va ser el consorci nascut de l’impuls d’un grup de tècnics de cultura de diferents ajuntaments preocupats per coordinar les diferents actuacions relacionades amb el teatre. Un dels noms clau va ser Bienve Boya, director del Teatre Municipal de Vilanova i la Geltrú. El guant d’aquesta iniciativa va ser recollit per la Generalitat i les diputacions. Entre 1985 i 1986 es van fer tot un seguit de reunions entre els ajuntaments i les altres administracions. Aquestes reunions van provocar un debat sobre la personalitat jurídica de la Xarxa.
Hi havia dues opcions: una defensava la necessitat de crear un consorci on s’integressin tots els ajuntaments per crear, posteriorment, una direcció executiva amb capacitat decisòria sobre qüestions com ara la programació, la recerca d’ajuts econòmics, la contractació, etc. La segona opció, en canvi, proposava la creació d’una oficina d’informació, coordinació i assessorament sense poder executiu. Aquesta segona opció hauria de ser una eina reguladora del mercat en la mesura que, per una banda, tractava amb l’administració i, per l’altra, amb les companyies, que són ens privats. En cas que algun ajuntament ho decidís, aquesta oficina podria arribar a organitzar la seva programació. La solució a què es va arribar va ser la de fusionar les dues opcions i buidar de contingut executiu el consorci, però mantenint aquesta figura jurídica. El consorci es va aprovar el juny del 1989 i es va definir com un element polític gestionat per l’Oficina Tècnica de gestió del Teatre Públic, un organisme municipalista amb la voluntat de racionalitzar la inversió institucional en el camp de les arts escèniques.
Per formar part de la Xarxa, alguns dels municipis van haver de fer inversió en infraestructures per rehabilitar les sales existents o construir-ne de noves i que complissin els requisits tècnics indispensables per a les representacions. L’únic requisit per participar-hi i gaudir de les subvencions corresponents era programar un mínim de deu espectacles a l’any. La major part del cost de contractació de les companyies les assumien els municipis, que després era compensat com a subvenció. La seva aportació corresponia a un 57% de mitjana de la despesa. Pel que fa a la pertinença dels municipis a la Xarxa de Teatres Públics de Catalunya, el volum més gran es va concentrar en els grups de municipis de més de 50.000 habitants. La totalitat dels municipis d’aquesta magnitud va adherir-se al consorci. Dels municipis d’entre 20.000 i 50.000 habitants, hi van pertànyer un 44%, i dels que es trobaven en la franja d’entre 5.000 a 20.000 habitants, un 14,7%. Dels de menys de 5.000 habitants, només s’hi va adherir un municipi, Calaf. Pel que fa a la repercussió de la Xarxa, dels vuit municipis que programaven teatre habitualment es va passar a vint-i-cinc. Però el xoc entre institucions (diputacions, Generalitat i ajuntaments) fa que el consorci no pugui avançar, i entre l’any 1991 i 1992 entra en un punt mort, amb un descens de la contractació i de les partides pressupostàries destinades a aquest propòsit. El Departament de Cultura de la Generalitat i la Diputació es van desmarcar de la iniciativa.
A la llarga, la Diputació de Barcelona havia esdevingut un dels actors principals en la construcció de la Xarxa. Aquest fet va ser determinant perquè la Xarxa es convertís l’any 1996 en l’Oficina de Difusió Artística, òrgan que pertany a la Diputació de Barcelona i que té un àmbit territorial d’acció limitat a la província de Barcelona. Fora d’aquesta província, l’hereu actual de la Xarxa és el Sistema Públic d’Equipaments Escènics i Musicals, amb seu a Reus, i que tampoc ha assolit les expectatives de repercussió en el territori possiblement per falta de voluntat política, que és exactament la mateixa crítica que s’havia fet al consorci original.